# Tresviso
Tresviso is een gemeente in de Spaanse provincie en regio Cantabrië met een oppervlakte van 16,23 km². Tresviso telt 71 inwoners (1 januari 2016).

## Demografische ontwikkeling
Bron: INE, 157-2011: volkstellingen